# 辻谷工業
辻谷工業（つじたにこうぎょう）は、かつて埼玉県富士見市に本社を置いた陸上競技用品を製造する日本の企業である。代表者は、砲丸職人の辻谷政久。

## 概要
富士見市の商店街の一角に位置する家族経営の小さな町工場で、陸上競技で使用する砲丸、ハードル、スターティングブロック、バトンなどを製造している。
特に同社が、鋳物の塊から汎用旋盤の削りだし加工のみで製造する砲丸は国際競技規格を満たし、世界で唯一完全に真ん中に重心がある砲丸と言われ、オリンピックにも提供されており、事前の規格審査を無審査で通過する精度と信頼を持っている。
同社における砲丸製造の歴史は、1966年にスポーツ用品メーカーからの受注によって砲丸を製造したのが始まりで、1988年のソウルオリンピックで初めて自社製の砲丸が採用されたものの、使用した選手は誰一人おらず悔しい思いをしたという。その後、自分の砲丸を改良すべく欠点を探り始め、同じ重さの砲丸でも飛距離が全然違うことに気づき、飛ぶ砲丸と飛ばない砲丸の違いは重心の違いであると結論付けて重心が真ん中にある砲丸を目標として作り始め、アトランタオリンピックを皮切りに、シドニーオリンピック、アテネオリンピックと3大会連続で、上位8位の入賞者のほぼ全員が同社製の砲丸を使用していたことで一躍知られるようになった。メディアにも多数出演している。
なお、2004年に中国重慶で行われたAFCアジアカップ2004での中国人観客のマナーへの不満から、2008年北京オリンピックに自社製の砲丸を提供しないことを表明した。
2015年9月20日、世界一の砲丸職人と言われた代表者の辻谷政久が死去し、葬儀は近親者で行った。

## 沿革
- 1959年1月 辻谷工業設立
- 1983年1月 有限会社辻谷工業会社設立
- 2015年9月 砲丸職人の辻谷政久が死去